# Pacifigorgia douglasii
Pacifigorgia douglasii is een zachte koraalsoort uit de familie Gorgoniidae. De koraalsoort komt uit het geslacht Pacifigorgia. Pacifigorgia douglasii werd in 1928 voor het eerst wetenschappelijk beschreven door Hickson. 